# Bong-Ra
Bong-Ra is de artiestennaam van de uit Utrecht afkomstige breakcoreartiest Jason Köhnen. Sinds 1997 is hij onder deze naam actief in de breakcorescene. Daarvoor speelde hij basgitaar en zong in "Bluuurgh...", en speelde drums en later basgitaar in de stoner/metalband Celestial Season.
Zijn stijl wordt ook wel yardcore of raggacore genoemd. Vaak worden jungle, ragga, drum and bass en breakcore met elkaar gecombineerd. Er zijn ook invloeden uit de rave, metal en jazz te horen.
Jason Köhnen is tevens actief in een aantal nevenprojecten, waaronder The Kilimanjaro Darkjazz Ensemble (met onder anderen Gideon Kiers), Servants of the Apocalyptic Goat Rave (met Sickboy) en Deathstorm (met de Japanse zanger Maruosa). The Kilimanjaro Darkjazz Ensemble ontstond in 2000 als een audiovisueel project voor sferische filmmuziek, na uitbreiding van de band in latere jaren kwamen er ook meer elementen uit de experimentele jazz bij.